# Casa del Marqués del Cenete (Granada)
La casa del Marqués de Cenete es un inmueble histórico de Granada, comunidad autónoma de Andalucía, España. En ese lugar, antaño rodeado de huertas, se alojó Boabdil cuando mantuvo la guerra civil contra su tío El Zagal. Tras la Toma de Granada de 1492 por los Reyes Católicos la casa pasó a manos del Marqués de Cenete, Rodrigo de Mendoza.
En 1602, José de la Calle y Heredia, Caballero Veinticuatro de Granada y Capitán del Ejército Real, llevó a cabo en ese sitio la fundación de un hospital para tiñosos. El hospital fue dedicado a la Virgen del Pilar. Es en el siglo XVII cuando se realizan reformas en el edificio que desvirtúan la construcción original de época nazarí, conservándose el patio principal. En la remodelación se realizaron galerías porticadas en los cuatro lados del patio. En las doce columnas que sostienen los pórticos hay elementos nazaríes que se conservan, mezclados con otros tardogóticos y proto-renacentistas. Se conserva una alberca en el lado sur.
El hospital pasó a manos de las Madres Mercedarias y, con el tiempo, se transformó en un orfanato para niñas que existió ahí hasta los años 80 del siglo XX.